# Australian Professional Championship
L'Australian Professional Championship è stato un torneo professionistico di snooker, non valido per il Ranking, che si è disputato nel 1911, dal 1964 al 1972, nel 1985 e tra il 1987 e il 1988 a Sydney, nel 1963 a Bankstown, dal 1973 al 1975 a Wagga Wagga, tra il 1976 e il 1977 a Melbourne, nel 1978 a Grafton, nel 1984 a Dubbo e nel 1986 a Wollongong, in Australia.

## Albo d'oro
| Edizione      | Vincitore      | Finalista          | Risultato           | Stagione              | Città         | Impianto                         | Tipologia     | Note          |
| ------------- | -------------- | ------------------ | ------------------- | --------------------- | ------------- | -------------------------------- | ------------- | ------------- |
| 1911          | Tom Reece      | Frank Smith        | 14 - 7              | -                     | Sydney        | Alcock's Tournament Hall         | Non-Ranking   | [ 3 ]         |
| 1912 - 1962   | Non disputato  | Non disputato      | Non disputato       | Non disputato         | Non disputato | Non disputato                    | Non disputato | Non disputato |
| 1963          | Warren Simpson | Newton Gahan       | 5 - 3               | -                     | Bankstown     | Bankstown RSL Club               | Non-Ranking   | [ 4 ]         |
| 1964          | Eddie Charlton | Warren Simpson     | Girone all'italiana | -                     | Sydney        | Al Sutherland US Club            | Non-Ranking   | [ 5 ]         |
| 1965          | Norman Squire  | Eddie Charlton     | Girone all'italiana | -                     | Sydney        | Al Sutherland US Club            | Non-Ranking   | [ 6 ]         |
| 1966          | Eddie Charlton | Warren Simpson     | 7 - 4               | -                     | Sydney        | Harbord RSL Club                 | Non-Ranking   | [ 7 ]         |
| 1967          | Eddie Charlton | Warren Simpson     | 7 - 1               | -                     | Sydney        | Junior Rugby League Club         | Non-Ranking   | [ 8 ]         |
| 1968          | Warren Simpson | Eddie Charlton     | 11 - 10             | 1968-1969             | Sydney        | Junior Rugby League Club         | Non-Ranking   | [ 9 ]         |
| 1969          | Warren Simpson | Eddie Charlton     | 8 - 3               | 1969-1970             | Sydney        | Junior Rugby League Club         | Non-Ranking   | [ 10 ]        |
| 1970          | Eddie Charlton | Norman Squire      | Girone all'italiana | 1970-1971             | Sydney        | Heiron and Smith                 | Non-Ranking   | [ 11 ]        |
| 1971          | Eddie Charlton | Warren Simpson     | 15 - 7              | 1971-1972             | Sydney        | Junior Rugby League Club         | Non-Ranking   | [ 12 ]        |
| 1972          | Eddie Charlton | Gary Owen          | 19 - 10             | 1972-1973             | Sydney        | Heiron and Smith                 | Non-Ranking   | [ 13 ]        |
| 1973          | Eddie Charlton | Gary Owen          | 31 - 10             | 1973-1974             | Wagga Wagga   | Wagga RSL                        | Non-Ranking   | [ 14 ]        |
| 1974          | Eddie Charlton | Warren Simpson     | 44 - 17             | 1974-1975             | Wagga Wagga   | Wagga RSL                        | Non-Ranking   | [ 15 ]        |
| 1975          | Eddie Charlton | Dennis Wheelwright | 31 - 10             | 1975-1976             | Wagga Wagga   | Wagga RSL                        | Non-Ranking   | [ 16 ]        |
| 1976          | Eddie Charlton | Paddy Morgan       | Forfait             | 1976-1977             | Melbourne     | Dandenong Football Club          | Non-Ranking   | [ 17 ]        |
| 1977          | Eddie Charlton | Paddy Morgan       | 25 - 21             | 1977-1978             | Melbourne     | Golden Bowl Sports Centre        | Non-Ranking   | [ 18 ]        |
| 1978          | Eddie Charlton | Ian Anderson       | 29 - 13             | 1978-1979             | Grafton       | ?                                | Non-Ranking   | [ 19 ]        |
| Non disputato | Non disputato  | Non disputato      | Non disputato       | 1979-1980 - 1983-1984 |               |                                  |               |               |
| 1984          | Eddie Charlton | Warren King        | 10 - 3              | 1984-1985             | Dubbo         | RSL Club                         | Non-Ranking   | [ 20 ]        |
| 1985          | John Campbell  | Eddie Charlton     | 10 - 7              | 1985-1986             | Sydney        | Orange RSL                       | Non-Ranking   | [ 21 ]        |
| 1986          | Warren King    | John Campbell      | 10 - 3              | 1986-1987             | Wollongong    | WIN4 TV Studios                  | Non-Ranking   | [ 22 ]        |
| 1987          | Warren King    | Eddie Charlton     | 10 - 7              | 1987-1988             | Sydney        | Lakemba Services Memorial Club   | Non-Ranking   | [ 23 ]        |
| 1988          | John Campbell  | Robby Foldvari     | 9 - 7               | 1988-1989             | Sydney        | Rooty Hill Retired Soldiers Club | Non-Ranking   | [ 24 ]        |

## Statistiche

### Finalisti
| N° | Giocatore          | Vittorie | Finali perse | Totale |
| -- | ------------------ | -------- | ------------ | ------ |
| 1  | Eddie Charlton     | 13       | 5            | 18     |
| 2  | Warren Simpson     | 3        | 5            | 8      |
| 3  | John Campbell      | 2        | 1            | 3      |
| 4  | Warren King        | 2        | 1            | 3      |
| 5  | Norman Squire      | 1        | 1            | 2      |
| 6  | Gary Owen          | 0        | 2            | 2      |
| 7  | Paddy Morgan       | 0        | 2            | 2      |
| 8  | Tom Reece          | 1        | 0            | 1      |
| 9  | Frank Smith        | 0        | 1            | 1      |
| 10 | Newton Gahan       | 0        | 1            | 1      |
| 11 | Dennis Wheelwright | 0        | 1            | 1      |
| 12 | Ian Anderson       | 0        | 1            | 1      |
| 13 | Robby Foldvari     | 0        | 1            | 1      |

### Finalisti per nazione
| N° | Nazione     | Vittorie | Finali perse | Totale |
| -- | ----------- | -------- | ------------ | ------ |
| 1  | Australia   | 21       | 19           | 40     |
| 2  | Galles      | 1        | 2            | 3      |
| 3  | Inghilterra | 0        | 1            | 1      |

- Vincitore più giovane: Warren King (31 anni, 1986)
- Vincitore più anziano: Norman Squire (56 anni, 1965)

### Century break
| Edizione | Century break | Miglior break        |
| -------- | ------------- | -------------------- |
| 1911     | 0             |                      |
| 1963     | 2             | Warren Simpson (107) |
| 1964     | 1             | Eddie Charlton (107) |
| 1965     | 1             | Eddie Charlton (102) |
| 1966     | 0             |                      |
| 1967     | 0             |                      |
| 1968     | 0             |                      |
| 1969     | 0             |                      |
| 1970     | 4             | Eddie Charlton (120) |
| 1971     | 1             | Gary Owen (118)      |
| 1972     | 2             | Allan McDonald (137) |
| 1973     | 7             | Eddie Charlton (129) |
| 1974     | 2             | Eddie Charlton (105) |
| 1975     | 2             | Eddie Charlton (115) |
| 1976     | 0             |                      |
| 1977     | 3             | Paddy Morgan (119)   |
| 1978     | 1             | Eddie Charlton (138) |
| 1984     | 1             | Eddie Charlton (105) |
| 1985     | 4             | Warren King (130)    |
| 1986     | 1             | Warren King (111)    |
| 1987     | 1             | Warren King (120)    |
| 1988     | 1             | Robby Foldvari (124) |

### Montepremi
| Edizione | Montepremi |
| -------- | ---------- |
| 1911     |            |
| 1963     | £1000      |
| 1964     |            |
| 1965     |            |
| 1966     |            |
| 1967     | £348       |
| 1968     |            |
| 1969     |            |
| 1970     |            |
| 1971     |            |
| 1972     |            |
| 1973     |            |
| 1974     |            |
| 1975     |            |
| 1976     |            |
| 1977     |            |
| 1978     |            |
| 1984     | £7485      |
| 1985     | £16425     |
| 1986     | £12268     |
| 1987     | £9107      |
| 1988     | £7550      |

### Sponsor
| Edizione | Sponsor          |
| -------- | ---------------- |
| 1911     |                  |
| 1963     |                  |
| 1964     |                  |
| 1965     |                  |
| 1966     |                  |
| 1967     |                  |
| 1968     |                  |
| 1969     |                  |
| 1970     |                  |
| 1971     |                  |
| 1972     |                  |
| 1973     |                  |
| 1974     |                  |
| 1975     |                  |
| 1976     |                  |
| 1977     |                  |
| 1978     |                  |
| 1984     |                  |
| 1985     | Toohey's Brewery |
| 1986     | Toohey's Brewery |
| 1987     |                  |
| 1988     |                  |